# Muschelgold und Muschelsilber

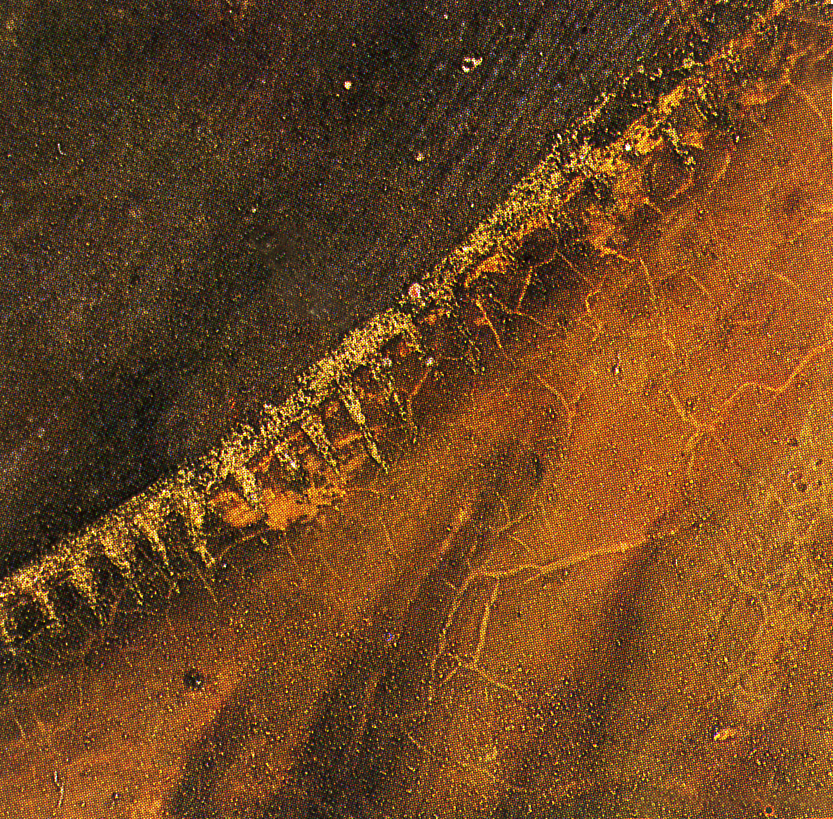
An den kleinen Goldpartikeln ist zu erkennen, dass das Ornament mit Muschelgold gemalt wurde.

Muschelgold, auch Goldstaub oder Pudergold, ist ein mit Pflanzengummilösung, Eiklar oder Honigwasser angeriebenes Goldpulver, das in Muschelschalen gehandelt wird. Es wurde etwa seit dem 12. Jahrhundert als Goldfarbe in der mittelalterlichen Buchmalerei zum Malen und Schreiben, in der italienischen Tafelmalerei des 14. und 15. Jahrhunderts für die Ornamentierung z. B. zur Bereicherung der Gewandsäume etc. verwendet.
Unechtes Muschelgold wird als Musivgold bezeichnet.
Muschelsilber, auch Malersilber  ist in gleicher Weise hergestelltes und dargebotenes Blattsilber.
Unechtes Muschelsilber wird als Musivsilber bezeichnet.